# Luigi Guido Grandi
Luigi Guido Grandi (n. 1 octombrie 1671 la Cremona - d. 4 iulie 1742 la Pisa) a fost un călugăr, preot, filozof, matematician și inginer italian.
A studiat filozofie și teologie sub egida Ordinului iezuit.
A devenit matematicianul de curte al margrafului de Toscana Cosimo al III-lea de' Medici.
În 1709 vizitează Anglia, unde este numit Fellow of the Royal Society.
Din 1714 până la sfârșitul vieții activează ca profesor la Universitatea din Pisa.

## Activitate științifică
A studiat strofoida.
A descoperit curba logaritmică, trasând graficul acesteia, pe care a publicat-o în 1701.
În 1699 a demonstrat geometric problema lui Viviani.
A studiat curba loxodromă a conului care este o anumită curbă elicoidală și a stabilit că această linie curbă apare la intersecția unui con cu un cilindru a cărui bază e o spirală logaritmică.
A studiat o serie numerică ce va fi numită seria lui Grandi.